# Киров (стадион)
Вижте пояснителната страница за други значения на Киров.
„Киров“ е многофункционален стадион в Санкт Петербург, съществувал до 2007 г. Стадионът е наречен на името на съветския политик Сергей Киров.
На него са играли домакинските си мачове „Зенит“ (до 1992 г.) и други местни отбори. През 1950-те години капацитетът му е 100 000 зрители. На 14 юли 1951 на мачът между Зенит и ЦСКА Москва присъстват 110 000 зрители, което е абсолютен рекорд по посещаемост в историята на съветския футбол. На олимпийските игри през 1980 вместимостта му е намалена до 72 000 зрители. На Киров се провеждат 6 мача от групите и един 1/4 финал. През 1994 тук се провеждат Игри на добра воля.
Стадионът е определен за културно наследство на Руската федерация.
През 2006 г. е взето решение стадионът да се разруши, а на негово място да се изгради стадион „Газпром Арена“.